# Formula BMW Europe
Formula BMW Europe var ett europeiskt formelbilsmästerskap för Formel BMW-bilar. Mästerskapet startades 2008 som en sammanslagning av Formel BMW Deutschland och Formula BMW UK. Formula BMW Europe fanns bara under tre säsonger, då det blev ersatt av Formula BMW Talent Cup efter 2010 års säsong.

## Säsonger
| År   | Mästare           | Teammästare           |
| ---- | ----------------- | --------------------- |
| 2008 | Esteban Gutiérrez | Josef Kaufmann Racing |
| 2009 | Felipe Nasr       | EuroInternational     |
| 2010 | Robin Frijns      | Josef Kaufmann Racing |